# Tephrosia cephalophora
Tephrosia cephalophora är en ärtväxtart som beskrevs av Hermann August Theodor Harms. Tephrosia cephalophora ingår i släktet Tephrosia och familjen ärtväxter. Inga underarter finns listade i Catalogue of Life.